# Persone di cognome García
| Questa pagina contiene informazioni ricavate automaticamente dalle voci biografiche con l'ausilio del template Bio e di un bot. L'aggiornamento è periodico e automatico e ricostruisce completamente la pagina. Se manca una persona in questa lista, sei pregato di non aggiungerla, ma accertati piuttosto che la sua voce biografica contenga il template Bio e che i dati anagrafici siano correttamente compilati. Se il template Bio manca, inseriscilo tu stesso o, in alternativa, metti l'avviso {{tmp\|Bio}} che ne segnala la mancanza. Se i dati riportati sono sbagliati, correggi direttamente la voce biografica; le modifiche saranno visibili in questa lista entro pochi giorni. Per chiarimenti vedi il progetto antroponimi. La lista contiene solo le 96 persone che sono citate nell'enciclopedia e per le quali è stato implementato correttamente il template Bio. Pagina aggiornata al 7 ago 2025. |

Questa è una lista di persone presenti nell'enciclopedia che hanno il cognome García, suddivise per attività principale.

## Allenatori di calcio(5)
- Alexis García, allenatore di calcio e ex calciatore colombiano (Quibdó, n. 1960)
- Claudio García, allenatore di calcio e ex calciatore argentino (Buenos Aires, n. 1963)
- Amadeo García, allenatore di calcio spagnolo (Vitoria, n. 1886 - † 1947)
- Jorge García, allenatore di calcio e ex calciatore cileno (Viña del Mar, n. 1961)
- Luis Armelio García, allenatore di calcio cubano (L'Avana, n. 1967)

## Allenatori di pallacanestro(1)
- Néstor García, allenatore di pallacanestro argentino (Bahía Blanca, n. 1965)

## Attori(4)
- Andrés García, attore messicano (Santo Domingo, n. 1941 - Acapulco, † 2023)
- Chico García, attore spagnolo (Malaga, n. 1982)
- Iago García, attore spagnolo (Ferrol, n. 1979)
- Édgar Ponce, attore e ballerino messicano (Città del Messico, n. 1974 - Città del Messico, † 2005)

## Attrici(4)
- Danay García, attrice cubana (L'Avana, n. 1984)
- Joanna García, attrice statunitense (Tampa, n. 1979)
- Martina García, attrice e ex modella colombiana (Bogotà, n. 1981)
- Sara García, attrice messicana (Orizaba, n. 1895 - Città del Messico, † 1980)

## Baritoni(1)
- Manuel García, baritono spagnolo (Madrid, n. 1805 - Londra, † 1906)

## Batteristi(1)
- Rodolfo García, batterista argentino (Buenos Aires, n. 1946 - Buenos Aires, † 2021)

## Calciatori(41)
- Cándido García, calciatore argentino (Buenos Aires, n. 1895 - Buenos Aires, † 1971)
- Javier Hernán García, calciatore argentino (Buenos Aires, n. 1987)
- Olmes García, calciatore colombiano (Barranquilla, n. 1992)
- Ricky García, ex calciatore honduregno (Puerto Cortés, n. 1971)
- Ronald García, calciatore boliviano (Santa Cruz de la Sierra, n. 1980)
- Santiago García, ex calciatore argentino (Rosario, n. 1988)
- Walter García, ex calciatore argentino (Buenos Aires, n. 1984)
- André Luís Garcia, ex calciatore brasiliano (Porto Alegre, n. 1979)
- Brayan García, calciatore honduregno (n. 1993)
- Lucas García, ex calciatore argentino (San Martín, n. 1988)
- Akeem García, calciatore trinidadiano (Chaguanas, n. 1996)
- Ariel Matías García, calciatore argentino (Bell Ville, n. 1991)
- Bryan García, calciatore nicaraguense (n. 1995)
- Carlos José García, ex calciatore venezuelano (Maracay, n. 1971)
- Carlos Castro García, ex calciatore spagnolo (Ujo, n. 1995)
- Cristian García, calciatore argentino (San Rafael, n. 1988)
- Eduardo García, calciatore uruguaiano (Montevideo, n. 1907)
- Emanuel García, calciatore argentino (Mendoza, n. 1993)
- Enrique García, calciatore argentino (Santa Fe, n. 1912 - Santa Fe, † 1969)
- Facundo García, calciatore argentino (Olavarría, n. 1999)
- Gonzalo Sebastián García, calciatore argentino (Buenos Aires, n. 1987)
- Guillermo García, ex calciatore salvadoregno (San Salvador, n. 1969)
- Jaume Huguet García, ex calciatore spagnolo (Montcada i Reixac, n. 1959)
- Josh García, ex calciatore statunitense (Boston, n. 1993)
- José García, calciatore uruguaiano (Montevideo, n. 1926 - † 2011)
- José Luis García, ex calciatore argentino (Isidro Casanova, n. 1985)
- Juan Manuel García, calciatore argentino (Rosario, n. 1988)
- Juan Ezequiel García, ex calciatore argentino (Lomas de Zamora, n. 1991)
- Juan Manuel García, calciatore argentino (Tandil, n. 1992)
- Judah García, calciatore trinidadiano (Santa Flora, n. 2000)
- Levi García, calciatore trinidadiano (Santa Flora, n. 1997)
- Manuel Pablo García, ex calciatore argentino (Brinkmann, n. 1980)
- Manuel García, calciatore argentino (Nueve de Julio, n. 1999)
- Martín García, calciatore argentino (General Villegas, n. 1998)
- Mateo García, calciatore argentino (Córdoba, n. 1996)
- Nathaniel García, calciatore trinidadiano (Santa Flora, n. 1993)
- Omar García, ex calciatore argentino (Guaminí, n. 1937)
- Pelayo Novo García, calciatore spagnolo (Oviedo, n. 1990 - Oviedo, † 2023)
- Raúl García, ex calciatore peruviano (n. 1959)
- Joaquín García, calciatore argentino (Buenos Aires, n. 2001)
- Rolando García, ex calciatore cileno (Santiago del Cile, n. 1942)

## Cantanti(4)
- Javier García, cantante spagnolo (Madrid, n. 1974)
- Kany García, cantante e chitarrista portoricana (Toa Baja, n. 1982)
- Lilián García, cantante statunitense (Porto Rico, n. 1966)
- Bella Dorita, cantante e ballerina spagnola (Cuevas del Almanzora, n. 1901 - Barcellona, † 2001)

## Cestiste(1)
- Agustina García, cestista argentina (Buenos Aires, n. 1996)

## Cestisti(4)
- Charles García, cestista costaricano (Los Angeles, n. 1988)
- Diego García, ex cestista argentino (San Cristóbal, n. 1979)
- César García, cestista venezuelano (Caracas, n. 1990)
- Gastón García, cestista argentino (Reconquista, n. 1998)

## Danzatrici(1)
- Mayte Garcia, ballerina, cantante e attrice statunitense (Fort Rucker, n. 1973)

## Disc jockey(1)
- Bobbito García, disc jockey, produttore discografico e attore portoricano (New York City, n. 1967)

## Esploratori(1)
- Alejo García, esploratore portoghese (Paraguay, † 1525)

## Giornaliste(1)
- Nina Garcia, giornalista colombiana (Barranquilla, n. 1965)

## Giuristi(1)
- Francisco García, giurista spagnolo (n. 1525 - † 1583)

## Hockeiste su prato(1)
- Soledad García, ex hockeista su prato argentina (Córdoba, n. 1981)

## Mezzosoprani(1)
- Pauline Viardot, mezzosoprano, pianista e compositrice francese (Parigi, n. 1821 - Parigi, † 1910)

## Modelle(1)
- Yanet García, modella e conduttrice televisiva messicana (Monterrey, n. 1990)

## Musicisti(1)
- Miguel García, musicista e compositore spagnolo

## Pallavolisti(1)
- Howard García, pallavolista portoricano (n. 1994)

## Pirati(1)
- Cabeza de Perro, pirata spagnolo (Igueste de San Andrés, n. 1800 - Santa Cruz de Tenerife)

## Poetesse(1)
- Dionisia García, poetessa e scrittrice spagnola (Fuente-Álamo, n. 1929)

## Politici(1)
- Chuy García, politico statunitense (Durango, n. 1956)

## Produttori televisivi(1)
- Greg Garcia, produttore televisivo, sceneggiatore e regista statunitense (Arlington, n. 1970)

## Pugili(4)
- Julio César García, pugile messicano (Ciudad Acuña, n. 1987)
- Roberto García, pugile messicano (Reynosa, n. 1980)
- Danny García, pugile statunitense (Filadelfia, n. 1988)
- Ryan García, pugile statunitense (Victorville, n. 1998)

## Rugbisti a 15(2)
- Gonzalo García, rugbista a 15 argentino (Mendoza, n. 1984)
- Julio García, ex rugbista a 15 e allenatore di rugby a 15 argentino (Córdoba, n. 1975)

## Scacchiste(1)
- Nieves García, scacchista spagnola (n. 1955)

## Scrittori(1)
- Germán García, scrittore e psicoanalista argentino (Junín, n. 1944 - Buenos Aires, † 2018)

## Scrittrici(1)
- Cristina García, scrittrice e giornalista statunitense (L'Avana, n. 1958)

## Soprani(1)
- Ana Lucrecia García, soprano venezuelana (Coro, n. 1970)

## Tastieristi(1)
- Charly García, tastierista, produttore discografico e compositore argentino (Buenos Aires, n. 1951)

## Tennisti(1)
- Martín García, ex tennista argentino (Buenos Aires, n. 1977)

## Tenori(1)
- Manuel García, tenore, compositore e impresario teatrale spagnolo (Siviglia, n. 1775 - Parigi, † 1832)

## Wrestler(1)
- Catalina, wrestler cilena (Santiago del Cile, n. 2000)

## Senza attività specificata(2)
- Gonzalo García, ex ballerino spagnolo (Saragozza, n. 1980)
- Joaquín García, ex agente segreto statunitense (L'Avana, n. 1952)